# Matt Carlino
Matthew Mario Carlino, detto Matt (Lincoln, 3 maggio 1992), è un ex cestista e allenatore di pallacanestro statunitense con cittadinanza italiana.

## Statistiche

### Europa
| Stagione        | Squadra       | Competizione                     | Partite | Partite | Partite | Statistiche tiro | Statistiche tiro | Statistiche tiro | Altre statistiche | Altre statistiche | Altre statistiche | Altre statistiche | Altre statistiche |
| Stagione        | Squadra       | Competizione                     | Pres.   | Titol.  | Minuti  | Tiri da 2        | Tiri da 3        | Liberi           | Rimb.             | Assist            | Rubate            | Stopp.            | Punti             |
| --------------- | ------------- | -------------------------------- | ------- | ------- | ------- | ---------------- | ---------------- | ---------------- | ----------------- | ----------------- | ----------------- | ----------------- | ----------------- |
| 2015-dic.       | Boulazac      | Pro B                            | 18      | 8       | 257     | 12/33            | 24/55            | 28/40            | 33                | 28                | 12                | 0                 | 124               |
| 2016-nov.       | Peñas Huesca  | LEB                              | 5       | 1       | 132     | 13/28            | 12/38            | 9/12             | 20                | 9                 | 6                 | 0                 | 71                |
| nov.-2017       | Vanoli Basket | Serie A                          | 21      | 0       | 343     | 21/48            | 27/85            | 14/18            | 68                | 48                | 18                | 0                 | 137               |
| 2017-2018       | Roseto Sharks | [[Serie A2 2017-2018\|Serie A2]] | 21      | 21      | 637     | 66/187           | 67/183           | 64/84            | 107               | 69                | 31                | 1                 | 397               |
| Totale carriera |               |                                  |         |         |         |                  |                  |                  |                   |                   |                   |                   |                   |

### NBA D-League
| Stagione        | Squadra           | Competizione    | Partite | Partite | Partite | Statistiche tiro | Statistiche tiro | Statistiche tiro | Altre statistiche | Altre statistiche | Altre statistiche | Altre statistiche | Altre statistiche |
| Stagione        | Squadra           | Competizione    | Pres.   | Titol.  | Minuti  | Tiri da 2        | Tiri da 3        | Liberi           | Rimb.             | Assist            | Rubate            | Stopp.            | Punti             |
| --------------- | ----------------- | --------------- | ------- | ------- | ------- | ---------------- | ---------------- | ---------------- | ----------------- | ----------------- | ----------------- | ----------------- | ----------------- |
| 2015-2016       | Rio Grande Valley | NBA D-League    | 27      | 2       | 382     | 7/27             | 26/84            | 11/15            | 44                | 43                | 23                | 1                 | 103               |
| Totale carriera | Totale carriera   | Totale carriera | 27      | 2       | 382     | 7/27             | 26/84            | 11/15            | 44                | 43                | 23                | 1                 | 103               |